# Tuca & Bertie
Tuca & Bertie è una serie animata statunitense creata da Lisa Hanawalt.
La prima stagione della serie è stata pubblicata su Netflix il 3 maggio 2019, in tutti i paesi in cui il servizio di video on demand è disponibile, riscuotendo un enorme successo di critica e venendo acclamata come una delle migliori serie televisive uscite nel 2019.

## Trama
La serie racconta le vicende di due ragazze uccello trentenni che vivono nello stesso condominio: la sfacciata Tuca e l'ansiosa Bertie, rispettivamente un tucano e un tordo bottaccio. Le due sono state coinquiline per sei anni e ora vivono in appartamenti separati, dopo che Bertie ha deciso di convivere col suo fidanzato pettirosso Speckle.

## Episodi
| Stagione         | Episodi | Distribuzione USA | Pubblicazione Italia |
| ---------------- | ------- | ----------------- | -------------------- |
| Prima stagione   | 10      | 2019              | 2019                 |
| Seconda stagione | 10      | 2021              | inedita              |
| Terza stagione   | 10      | 2022              | inedita              |

## Personaggi e doppiatori

### Personaggi principali
- Tuca Toucan, voce originale di Tiffany Haddish[1][7], italiana di Alessia Amendola.
- Roberta "Bertie" Songthrush, voce originale di Ali Wong[7], italiana di Federica De Bortoli.
- Speckle, voce originale di Steven Yeun[7], italiana di Daniele Raffaeli.

### Personaggi ricorrenti
- Holland, voce originale di Richard E. Grant.
- Dirk, voce originale di John Early, italiana di Francesco Pezzulli.
- Pasticcere Pete, voce originale di Reggie Watts, italiana di Saverio Indrio.
- Draca, voce originale di Shamir Bailey.
- Tallulah Toucan, voce originale di Jenifer Lewis.
- Terry Toucan, voce originale di Taraji P. Henson (stagione 1) e Natasha Rothwell (stagioni 2-3).
- Joanne, voce originale di Pamela Adlon.
- Kara, voce originale di Sasheer Zamata.
- Joel, voce originale di Adam Conover.
- Martha, voce originale di Patti Harrison.
- Figgy, voce originale di Matthew Rhys.
- Winter Garcia, voce originale di Justina Machado.

## Produzione

### Sviluppo
Il 20 febbraio 2018 Netflix annuncia la produzione di una prima stagione, composta da dieci episodi, di una nuova seria animata. La serie sarebbe stata creata da Lisa Hanawalt e il produttore esecutivo sarebbe stato Raphael Bob-Waksberg, i quali avevano già collaborato alla creazione di BoJack Horseman. Gli altri produttori esecutivi sarebbero stati: Noel Bright, Steven A. Cohen e Tiffany Haddish, mentre gli studi coinvolti nella produzione sarebbero stati The Tornante Company e ShadowMachine.

### Cast
Durante l'annuncio della serie è stato anche riportato che Tiffany Haddish sarebbe stata la voce della protagonista Tuca. Il 7 maggio 2018 viene invece annunciato che Ali Wong sarebbe stata la voce dell'altra protagonista Bertie. A marzo 2019 viene annunciato che Steven Yeun sarebbe anch'egli stato parte del cast principale e che Nicole Byer, Richard E. Grant, John Early, Reggie Watts, Tig Notaro, Amber Ruffin, Jermaine Fowler e Tessa Thompson sarebbero apparsi in ruoli minori.

### Cancellazioni e rinnovi
Nonostante il buon successo di critica, il 24 luglio 2019, Netflix decide di cancellare la serie dopo una sola stagione. Tuttavia, il 22 maggio 2020, Adult Swim rivela nei propri canali social di aver comprato i diritti dello show, annunciando l'arrivo di una seconda stagione nel 2021. Ad agosto 2021 la serie è stata rinnovata, da Adult Swim, anche per una terza stagione. Il 2 novembre 2022 Adult Swim annuncia di aver cancellato la serie.

## Distribuzione
Il 14 marzo 2019 Netflix distribuisce il trailer della serie, annunciando che la prima stagione sarebbe stata interamente pubblicata sulla piattaforma il 3 maggio 2019. Dopo l'acquisizione della serie da parte di Adult Swim, il 18 marzo 2021, è stato pubblicato il teaser della seconda stagione ed è stata annunciata la sua distribuzione per la successiva estate: sarà poi confermato il 13 giugno 2021, come data d'inizio. La terza stagione è distribuita, sempre su Adult Swim, dall'11 luglio 2022.

## Accoglienza
Tuca & Bertie è ritenuta una delle migliori serie del 2019.

### Critica
| Stagione | Responso della critica | Responso della critica | Responso della critica |
| Stagione | Metacritic             | Rotten Tomatoes        |                        |
| -------- | ---------------------- | ---------------------- | ---------------------- |
| Prima    | 80/100 (16 recensioni) | 98% (48 recensioni)    |                        |
| Seconda  | 87/100 (9 recensioni)  | 100% (20 recensioni)   |                        |
| Terza    | N.D.                   | 100% (9 recensioni)    |                        |

## Riconoscimenti
- Annie Award
  - 2020 – Miglior sceneggiatura in una produzione televisiva d'animazione per l'episodio I laghi di gelatina a Shauna McGarry[22][23]
  - 2020 – Candidatura per la miglior produzione televisiva d'animazione generale per l'episodio I laghi di gelatina[22][23]
  - 2020 – Candidatura per la miglior voce in una produzione televisiva d'animazione per l'episodio I laghi di gelatina ad Ali Wong[22][23]
  - 2022 – Candidatura per la miglior produzione televisiva d'animazione generale per l'episodio The Dance[24]
  - 2022 – Candidatura per la miglior sceneggiatura in una produzione televisiva d'animazione per l'episodio Planteau a Lisa Hanawalt[24]
  - 2023 – Candidatura per la miglior produzione televisiva d'animazione per adulti per l'episodio The Pain Garden[25]
  - 2023 – Candidatura per la miglior sceneggiatura in una produzione televisiva d'animazione per l'episodio The Pain Garden a Lisa Hanawalt[25]

- Gotham Independent Film Awards
  - 2019 – Candidatura per la miglior serie rivelazione - formato breve[26]

- Writers Guild of America Award
  - 2022 – Miglior produzione televisiva d'animazione per l'episodio Planteau a Lisa Hanawalt[27][28]
  - 2023 – Candidatura per la miglior produzione televisiva d'animazione per l'episodio The Pain Garden a Lisa Hanawalt[29]